# Iordan Bikov
Iordan Bikov (em búlgaro:  Йордан Биков; 17 de outubro de 1950, em Pazardjik) é um búlgaro, campeão mundial e olímpico em halterofilismo.
Durante os Jogos Olímpicos de 1972, em 31 de agosto, Iordan Bikov estabeleceu um recorde mundial no total combinado, ainda no triplo levantamento (desenvolvimento [movimento-padrão depois abolido] +arranque+arremesso) — 485 kg (160+140+185), na categoria até 75 kg.
Ele foi campeão europeu em 1972 e vice-campeão no ano seguinte.